# Nienhagen (Staufenberg)
Nienhagen is een dorp in de gemeente Staufenberg in het landkreis Göttingen in het zuiden van Nedersaksen. Het dorp ligt binnen de grenzen van het Natuurpark Münden.
Nienhagen wordt voor het eerst vermeld in een oorkonde uit 1351. De huidige dorpskerk werd gebouwd in 1867. Het dorp werd in 1973 samengevoegd met een aantal gemeenten in de omgeving tot de nieuwe gemeente Staufenberg.